# Bhagur
Bhagur, est une ville et un conseil municipal du district de Nashik dans l'État indien du Maharashtra. Lors du recensement de l'Inde de 2011, sa population s'élève à 12 353 habitants.